# Franz Ferring
Franz Ferring (* 23. Juli 1910 in Tsingtau; † 24. Februar 2000 in Würzburg) war ein deutscher Diplomat.

## Außenpolitik im Dritten Reich
1932 studierte Franz Fering Rechtswissenschaft an der Friedrich-Wilhelms-Universität Berlin und Mandarin am Seminar für Orientalische Sprachen. In den späten 1930er Jahren war er an der Botschaft des Deutschen Reichs in Paris und 1939 am Generalkonsulat in Hongkong akkreditiert. Am 3. November 1937 beantragte er die Aufnahme in die NSDAP und wurde zum 1. April 1939 aufgenommen (Mitgliedsnummer 7.025.232). Als Legationssekretär war Ferring ab 1941 Ostasien-Referent der rundfunkpolitischen Abteilung des Außenministeriums unter Joachim von Ribbentrop.

„Es scheint bei den Plutokraten und Imperialisten Britanniens durch die unaufhörlichen Schläge der deutschen Luftwaffe und Kriegsmarine eine Gedächtnisschwäche eingetreten zu sein, sonst könnten sie nicht dummdreist behaupten, sie wollten die Arbeiter befreien, in einem Moment, da einerseits die indischen Arbeiter die meisten Streiks durchführen, um sich von dem englischen Imperialismus zu befreien, und andererseits soziale Ideen und die Hochschätzung des Arbeiters gerade in Deutschland und Italien sehr gepflegt werden, und die Arbeiter hier im wahrsten Sinne des Wortes von der imperialistischen Unterdrückung befreit worden sind.“

„Die schottischen Berge als letzte Zuflucht für die Engländer. Für die britische Plutokratie und ihr Weltreich hat die letzte Stunde geschlagen.
Jedem, der die Rede des Führers zum 8. Jahrestag der nationalsozialistischen Erhebung gehört hat, wird es klar sein, was das Jahr 1941 für die Briten bringen wird. Mögen die Briten in großsprecherischen Propagandareden, die einmal für das indische, das andere Mal für das amerikanische Volk gehalten werden, sagen, was sie wollen, die letzte Stunde für Britannien hat geschlagen.“

Am 1. Februar 1941 bezeichnet Ferring Hitler als „populärsten und machtvollsten Menschen der Welt“.

„Als Antwort auf die epochemachende Rede des großen Führers des deutschen Volkes, Adolf Hitler, fühlte sich auch Churchill als Hauptsündiger des mit Kriegsverbrechen befleckten Regimes der Engländer veranlaßt, eine Gegenrede zu halten. Vergleicht man einerseits die großen staatsmännischen Aufgaben, die Adolf Hitler sich stellte, mit dem ängstlichen Gestottere Churchills, so kann man nicht umhin, etwa an einen Ringkampf in den Straßen Bombays zu denken, nach welchem der Geschlagene mit einer fürchterlichen Schimpfkanonade den verlorenen Kampf noch zu retten versucht. Churchill hat Angst. Er hat ausgesprochene Angst; denn der Verlauf des Krieges hat mit aller Deutlichkeit gezeigt, daß weder propagandistische Rednerkünste noch unverschämte Lügen den Untergang Britanniens aufhalten können.
Die neue Zeit mit ihrem revolutionären Drang überwältigt die satten und alt gewordenen Plutokratien, die immer noch glauben, die Entwicklung aufhalten zu können. Die neuen Ideen der Wirtschaft und Technik finden ihren Ausdruck in dem Aufstieg des deutschen Reiches unter Adolf Hitler.“

Zu dieser Zeit betreute George Orwell die BBC in Britisch-Indien.
Ferring wurde in den Generalkonsulaten in Hongkong und Shanghai als Attaché eingesetzt und ging von dort im Mai 1941 nach Guatemala, da dort der Gesandte Christian Zinsser zur persona non grata erklärt worden war.

## Bundesrepublik Deutschland
Über seine Entnazifizierung ist nichts bekannt. Ende Mai 1964 war Ferring im Außenministerium der Bundesrepublik Deutschland in der Abteilung III mit der Kreditvergabe an die Energía de Industrias Arragnesas S.A. im von Francisco Franco regierten Spanien befasst.
Von 1964 bis 1969 war er Botschafter in Südkorea. Nachdem das südkoreanische Botschaftspersonal 1968 auf Weisung von Kim Hyung-Wook 17 Südkoreaner aus der Bundesrepublik entführt hatte, wurde er von der Bundesregierung Kiesinger für zwei Monate aus Seoul abberufen. Diese Extraordinary rendition wurde vom koreanischen Geheimdienst KCIA weltweit ausgeführt. Aus der Bundesrepublik Deutschland wurde von 56 Entführten berichtet, aus Frankreich von 13, aus den USA von sechs und aus dem Vereinigten Königreich von vier.
Zu Beginn der sozialliberalen Koalition wurden 25 Angehörige des Auswärtigen Dienstes von Außenminister Walter Scheel in den einstweiligen Ruhestand versetzt, um die ungünstige Alterspyramide des Außenministeriums abzubauen. Gegen diese Verwaltungsentscheidung klagte auch der Beamte Franz Ferring.